# Агорафобия
Агорафобия (от гръцки: αγορά –  площад и φόβος –  страх) е вид тревожно разстройство – фобия, страх, изпитван при преминаване през големи открити пространства. Това състояние може да се придружава или не от пристъпи на паника.
При хората страдащи от агорафобия, страхът може да се проявява при напускане на дома, преминаването през обществени места, смесване с тълпи, пътуване сам. Основният проблем на страдащите е, че нямат възможност за бърз изход от кризисна ситуация.